# Maria Rasch
Maria Rasch, Emilie Minna Marie Rasch, (* 16. Oktober 1897 in Bramsche; † 17. Mai 1959 in Osnabrück) war eine deutsche Malerin. Sie studierte von 1919 bis 1923 am Bauhaus Weimar und war gewählte Schriftführerin der Arbeitsgemeinschaft Studierender am Bauhaus. 1923 beendete sie ihr Studium am Bauhaus Weimar als „Geselle für Dekorationsmalerei“. 1928 initiierte sie die Tapetenproduktion der Bauhaus-Tapeten, die 1929 erstmals auf dem Markt erschienen.

## Leben

### Familie
Maria Rasch war als erstes von drei Kindern die Tochter des Fabrikanten Wilhelm Julius Emil Rasch und seiner Frau Amalie, geb. Wiecking. Seit 1916 wohnte die Familie in Osnabrück, der Vater war 1912 gestorben. Auch Maria Rasch lebte nach ihrem Studium am Bauhaus Weimar in Osnabrück, zusammen mit ihrer Schwester Auguste (gen. Gusti). Bis kurz vor ihrem Tod malte Rasch und bewahrte sich ihr Engagement für Kunst, Künstlerkollegen und „Bauhäusler“. Während der nationalsozialistischen Diktatur war sie zwar keiner direkten Verfolgungen ausgesetzt, doch Kontakt und Austausch zur Avantgarde (Gropius, Meyer, Feininger, Mies van der Rohe) wurde durch die Maßnahmen der Nationalsozialisten zerstört. Freunde und ehemalige Bauhäusler emigrierten, andere zogen sich ins Private zurück. Die Schließung des eigenen Familienunternehmens während der Endphase des Zweiten Weltkrieges in Bramsche und bedrohliche Bombenangriffe in Osnabrück veränderten auch ihre Welt – angesichts der Kriegskatastrophe war Kunst und Gestaltung nebensächlich geworden. Erst nach 1945 legte Maria Rasch, zusammen mit anderen Osnabrücker Künstlerinnen und Künstlern, erneut ihr Augenmerk auf die Kunst. Sie initiierte bereits 1945 die „Vereinigung bildender Künstler Osnabrück“. Die Satzung von 1946 hatte die alte, die vor 1933 existierte, zur Grundlage. Als Familienmitglieder waren sie und ihre Schwester Gustl Gesellschafterinnen der Tapetenfabrik Gebr. Rasch in Bramsche, während ihr jüngerer Bruder Emil Rasch als Geschäftsführender Gesellschafter tätig war. Maria Rasch trat in diesem Zusammenhang dem neu entstandenen „Verband deutscher Unternehmerinnen“ bei, der sich 1954 als eigenständiger Wirtschaftsverband gegründet hatte. Sie verstand ihre Berufung in den letzten Lebensjahren auch als Unternehmerin. Ihre sensible Schwester Gusti ließ deshalb noch auf der Sterbeurkunde unter der Angabe Beruf „Malerin und Fabrikantin“ eintragen.

### Ausbildung
Nach Abschluss ihrer Schulausbildung besuchte Maria Rasch 1916 die Königliche Akademie für Kunst und Kunstgewerbe Breslau. Zum Januar 1919 wechselte sie an die „Großherzoglich Sächsischen Hochschule für bildende Kunst“ nach Weimar, um dort ihre Zeichenfertigkeit bei Walther Klemm weiter zu schulen. Sie erlebte die Umstrukturierung der Hochschule unter Direktor Henry van de Velde zum Staatlichen Bauhaus Weimar unter Walter Gropius hautnah mit. Im April 1919 wurde sie zur Schriftführerin im neuen Arbeitskreis der Studierenden gewählt. Erster Vorsitzender wurde Eberhard Schrammen, der das Flugblatt „Der Austausch“ mit herausgab. In ihrem Tagebuch hielt Maria Rasch ihre vielfältigen Erlebnisse in dieser Zeit fest. Sie arbeitete an der Innenausstattung des Musterhauses der geplanten Bauhaus-Siedlung „Am Horn“ im Frühjahr 1923 engagiert mit. Ende 1923 schloss sie ihre Ausbildung endgültig ab. Doch blieb sie dem Bauhaus weiterhin verbunden.

## Ausstellungen
- 1929–1931: Ausstellungen zusammen mit Emil Nolde in Osnabrück, Bremen, Wilhelmshaven, Berlin und Hamburg.
- 1935, Februar bis März: Gruppenausstellung mit Paul Holz und Hans Jaenisch. Galerie von der Heyde, Berlin.
- nach 1948: Ausstellungen im Rahmen von Gruppenausstellungen der „Osnabrücker Künstler und Künstlerinnen“.
- 1965, 3. bis 31. Oktober: Einzelausstellung „Maria Rasch. Eine Osnabrücker Malerin 1897–1959“. Städtisches Museum Osnabrück.
- 1997/1998, 14. Dezember – 28. Februar: Einzelausstellung „Maria Rasch zum 100. Geburtstag“. Kulturgeschichtliches Museum Osnabrück

## Ausgewählte Werke
Die Jahre 1928 bis 1932 und 1948 bis 1954 waren konzentrierte Malphasen von Maria Rasch. Neben Ölgemälden und Aquarellen sind es überwiegend Zeichnungen, die sie hinterließ. Es gibt einige Porträts von Familienmitgliedern, Freundinnen und Freunden, Landschafts- und Straßenszenen aus den Reiseorten der Familie und insbesondere nach dem Zweiten Weltkrieg Motive, die friedliche Ruhe ausstrahlen, oft mit freundlicher, fast fröhlicher Stimmung.
Wenige Arbeiten befinden sich heute in Museen. Ihre Werke wurden nach 1933 nicht mehr dort präsentiert. Einige Arbeiten gelten als verschollen. Die Auswahl der unten aufgeführten Werke befinden sich in Privatbesitz, wenn nicht anders vermerkt.
- Bildnis einer Schauspielerin, 1929. Öl auf Leinwand, signiert RASCH, datiert 29, 95 × 70 cm.
- Hausboote auf der Seine, 1930. Öl auf Leinwand, signiert M.RASCH, datiert, 75 × 90 cm.
- Im Ordinationsraum eines Arztes, um 1931. Öl auf Sperrholz, signiert MR, 100 × 85 cm. Kulturgeschichtliches Museum Osnabrück
- Selbstbildnis an der Staffelei, um 1931. Öl auf Leinwand, signiert RASCH, 60 × 70 cm.